# ماثيو بار
ماثيو بار (بالإنجليزية: Matthew Parr)‏ هو متزلج فني بريطاني، ولد في 1 مارس 1990 في نيوكاسل أبون تاين في المملكة المتحدة.

## وصلات خارجية
- ماثيو بار على موقع الاتحاد الدولي للتزلج (الإنجليزية)
- ماثيو بار على موقع أوليمبيديا (الإنجليزية)
- ماثيو بار على موقع اللجنة الأولمبية البريطانية (الإنجليزية)